# Dioxin
Dioxin är en heterocyklisk, organisk, antiaromatisk kemisk förening med den kemiska formeln C4H4O2. Den finns i två isomerer, 1,2-dioxin (orto-dioxin) och  1,4-dioxin (para-dioxin). Vanligt dioxin är tämligen harmlöst men det ingår som en del i den kemiska strukturen hos polyklorerade dibensodioxiner som är mycket giftiga och tar lång tid för naturen att bryta ner. Ordet dioxiner brukar användas i media om polyklorerade dibensodioxiner när det handlar om miljögifter.